# Parēdo
Parēdо ( パレード) è un film del 2009 diretto da Isao Yukisada.
Il soggetto è tratto dall'omonimo romanzo di Shūichi Yoshida pubblicato per la prima volta nel 2002. Il film vede la partecipazione in qualità di attori protagonisti di Tatsuya Fujiwara, Kento Hayashi e Keisuke Koide ed è stato presentato al 60º festival di Berlino.

## Trama
I protagonisti sono quattro coinquilini, di età compresa tra i 18 ai 28 anni, due maschi e due femmine: la sognatrice Kotomi è disoccupata e vive una tormentata relazione col suo ragazzo Maruyama, un famoso attore; Mirai è un'introversa illustratrice che spesso finisce per ubriacarsi; il saggio Naoki è impiegato presso una società di distribuzione cinematografica; Ryosuke è un impacciato universitario, innamorato della fidanzata del suo migliore amico.
La regolarità delle loro vite verrà alterata quando una mattina un quinto elemento si sveglierà in casa insieme a loro: l'allegro e schietto Satoru. Accompagnando brevemente le giornate di tutti e quattro, egli renderà evidente che forse non si conoscono così a fondo come sembrerebbe.

## Personaggi
- Naoki (Tatsuya Fujiwara): 28 anni. Un tipo prudente e abitudinario; ha l'abitudine di parlare nel sonno dicendo strane frasi.
- Mirai (Karina Nose): 24 anni
- Kotomi (Shihori Kanjiya): 23 anni. Follemente innamorata di Tomohiko.
- Satoru (Kento Hayashi): 18 anni, un ragazzo coi capelli tinti di biondo. Di professione esercita la prostituzione maschile e mantiene un costante atteggiamento da spettatore imparziale nei confronti dei casi dell'esistenza.
- Ryosuke (Keisuke Koide): 21 anni, un ragazzo spensierato proveniente da Nagasaki che studia economia.